# 小行星55810
小行星55810（55810 Fabiofazio）是一颗绕太阳运转的小行星，为主小行星带小行星。该小行星于1994年10月发现。
該小行星以義大利廣播主持人法比奧·法齊奧（Fabio Fazio）命名。

## 轨道参数
小行星55810的轨道半长轴为347 667 378 km（2.3239798 UA），离心率为0.218。